# 狮子头 (菜肴)

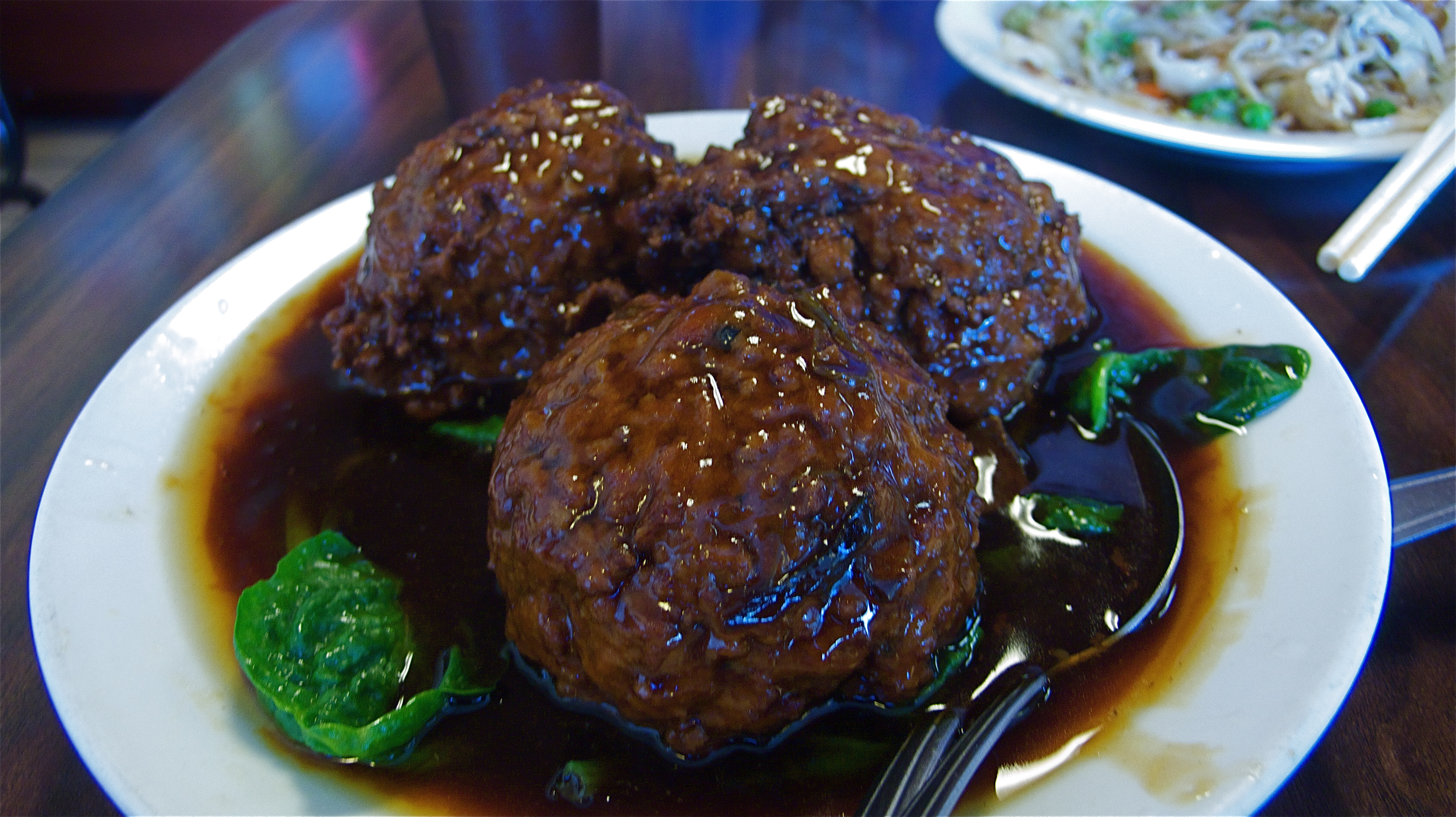
红烧狮子头

獅子頭，又名砂煱獅子頭、葵花肉丸、揚州贊肉、葵花斬肉，是中国江苏省揚州等地淮揚菜系中的一道传统菜。
傳說隋煬帝下江都，以揚州萬松山、金錢墩、象牙林、葵花崗四景為題做成了松鼠鱖魚、金錢蝦餅、象牙雞條和葵花斬肉四道菜。
獅子頭是以上等豬絞肉100克（瘦肉與肥肉比例3:1），另有一說為三分之一的肥肉與三分之二的瘦肉組成，再加上荸荠、蟹粉、蝦泥等配料斬成肉泥，做成拳頭大小的肉丸，以文火燜煮，可清蒸、清燉或紅燒。而僅由四個獅子頭製作的菜餚稱為「四喜丸子」。